# Cacophrissus pubescens
Cacophrissus pubescens là một loài bọ cánh cứng trong họ Cerambycidae.